# Mirai Nikki
Mirai Nikki (未来日記 lit. Diario del futuro?), también conocido como The Future Diary, es una serie de manga escrita e ilustrada por Sakae Esuno. El manga fue editado por la revista Shōnen Ace el 26 de enero de 2006, y fue publicado por Kadokawa Shoten. A partir del 2011, once volúmenes tankōbon fueron publicados en Japón. El manga fue licenciado en Norteamérica por Tokyopop, y sólo diez volúmenes en inglés fueron publicados, ya que esta cesó la publicación antes de terminarlo. Un "episodio piloto" en anime fue incluido con la edición especial del volumen once. Una adaptación a serie de anime producida por Asread comenzó a emitirse en Japón el 9 de octubre de 2011. Funimation licenció el anime para que pueda ser emitido en Norteamérica. Un dorama se estrenó el 21 de abril de 2012 en Fuji TV.
Sakae también es el autor de otros dos mangas paralelos, cada uno de cinco capítulos: el primero Mirai Nikki: Mosaic, serie paralela que cuenta la vida de los participantes del Juego de supervivencia antes de recibir sus diarios, y también se encarga de rellenar los huecos de la historia principal, y en 2010 Mirai Nikki: Paradox, que narra las hazañas de Akise Aru y Murumuru, llenando los papeles de Yukiteru y Yuno, respectivamente, lo que hubiera pasado en Mirai Nikki si no hubiera aparecido Gasai Yuno, tratando de fijar una línea de tiempo creada por la paradoja de Murumuru. Paradox se sitúa en una realidad alternativa, que se separa de la principal en su comienzo, y que puede o no caer finalmente en la línea de tiempo principal.

## Argumento
Yukiteru Amano es un estudiante de segundo año de secundaria solitario e introvertido, quien pasa la mayor parte de su tiempo escribiendo un diario en su celular, en el cual plasma todo lo que acontece a su alrededor. Su único amigo es un producto de su imaginación: Deus Ex Machina, el dios del Tiempo y el Espacio. Un día, éste le da al diario de Yukiteru la habilidad de ver lo que sucederá en los siguientes 90 días en el futuro y enrola a Yukiteru en un torneo mortal donde deberá luchar por su vida contra los poseedores de otros diarios similares.

### El Juego de Supervivencia
Yuno comienza a acercarse a Yukiteru para confirmar si él tiene un diario del futuro. Al principio de la obra, Yuno se introduce como una estudiante ideal, tener buenas notas y ser popular. Yuno vigilaba a Yukiteru hasta el 23 de abril cuando Deus activa el juego de supervivencia. El 24 de abril, se da cuenta de que Yukiteru ha ganado su diario del futuro y se acerca a él por primera vez después de la escuela. Durante un examen sorpresa, crea un modelo de arcilla de Murumuru. Yukiteru al ver esto escapa aterrorizado, para sorpresa de Yuno, hasta que se escabulle en el ascensor de un edificio. Yuno se une a él en el ascensor para salvarlo de un asesino en serie, el cual resulta ser el Tercero: uno de los Doce Usuarios de Diarios elegidos por Deus Ex Machina.
Yuno lo pone al día y explica su rol dentro de los eventos; cómo ella y el Tercero también poseen diarios del futuro y que su diario, el segundo de doce, se centra exclusivamente en las acciones de Yukiteru. Ella evita el futuro de este enviando el ascensor hasta la última planta en lugar del piso catorce, donde el Tercero habría matado a Yukiteru si ella no hubiese intervenido. Al ir a la azotea, Yuno instruye al joven para destruir el diario del asesino utilizando sus dardos. Se esconden cuando el Tercero aparece en el techo. Yuno lo atrapa con la guardia baja, lo que permite a Yukiteru lanzar un dardo en el teléfono y destruirlo, borrándolo así de la existencia.
Más tarde, Yukiteru, Yuno y los demás Usuarios son enviados por Deus a su dimensión, donde explica las reglas del juego. Tras esto, Yukiteru se encuentra sólo en la Catedral de la Causalidad, Yuno aparece detrás de él y jura protegerlo, sin importar qué, mientras esboza una sonrisa que perturba al joven.

#### El ataque de La Novena
Después de enviar mensajes de texto a Yukiteru, Yuno está encantada de estar en su compañía de nuevo. Al día siguiente, Yukiteru se acerca a Yuno para pedir ayuda en el juego, a pesar de que esta se dirige a una clase de educación física, prometiendo hablar con él más tarde. Sin embargo, Minene Uryuu, la novena propietaria del diario, se infiltra en el instituto con el objetivo de acabar con el Primero. Yuno la ataca con un extintor de incendios y logra salvar a Yukiteru de la primera bomba que estalla en la escuela. Yuno le recuerda la promesa que le hizo. Con miedo a morir, Yukiteru se alía con Yuno con el fin de salvarse y los dos comparten un beso. Furtivamente, el dúo usa sus diarios para evadir la mayoría de las bombas de la Novena pero finalmente caen en una trampa explosiva. Sobreviven pero Yukiteru lamenta su decisión de ser un espectador; sin embargo, Yuno revela que ella lo ha estado observando y le jura que los otros estudiantes y miembros del personal son sus amigos. Los dos logran llegar al otro lado de la escuela, solo para que varios estudiantes (entre ellos Ouji Kosaka) para emboscarlos y sacrificar a Yukiteru con el fin de salvar sus vidas pues, de no entregárselo, la terrorista procedería a activar el resto de los explosivos.

#### Happy End
Yuno, cautiva en el aula junto a un grupo de estudiantes, observa a Yukiteru caer en la desesperación. Al darse cuenta de que ella le mintió, estalla en ira, se libra de sus captores y corre fuera de la escuela, haciendo que todas las bombas con sensores de movimiento exploten hasta que finalmente salta por una ventana y trata de atacar sorpresivamente contra Minene. En este punto, Kurusu Keigo, un jefe de policía y el dueño del cuarto diario, ha llegado para ayudar al Primero. Enardecido por las palabras del detective, Yukiteru y Yuno usan el diario de esta para evitar las minas terrestres entre él y la Novena. Minene patea a Yuno, dejando a Yukiteru usar su sentido común para esquivar la mina final y herir a Minene en un ojo con un dardo. Minene huye en una moto revelando que es poseedora del Diario de Escape. Tras el atentado, Kurusu decide formar la autoproclamada "Alianza del Futuro" junto al Primero y la Segunda. Se revela que Yuno posee una entrada final bajo el nombre de "Happy End", el cual predice que el 28 de julio ella y Yukiteru se convertirán en uno.

##### Cambios en el Futuro
El Cuarto envía al dúo de jóvenes hacia el parque de atracciones de Sakurami — ciudad ficticia en donde ocurren los eventos de Mirai Nikki —  con el fin de atraer a la Novena. Yukiteru y Yuno pasan el día juntos, y allí el muchacho empieza a conocer un lado más cotidiano de la Segunda. Yuno trata de ir al planetario, pero Yukiteru decide evitarlo por una razón aún desconocida, por lo que prefieren dirigirse hacia la noria. Yuno enfrenta a Yukiteru sobre su extraño comportamiento, recordándole su encuentro pasado y la promesa que hicieron de observar las estrellas juntos y convertirse en una pareja. Esto consterna al Primero, pero acto seguido la Segunda lo besa.
Yukiteru acompaña a Yuno a su casa donde, por insistencia, accede a entrar. La apariencia del hogar de la Segunda genera incomodidad en el joven, pues no parece haber electricidad ni cuidado alguno. Yuno se dirige a la cocina para preparar un aperitivo para ambos; mientras Yukiteru se adentra en la casa para encontrar el baño, pero se encuentra con una puerta sellada con cinta. En su diario del observador, las entradas indican que él sigue de largo e ignora la puerta, por lo que el Primero decide experimentar y modificar el futuro mirando averiguando qué hay dentro de la habitación. Yukiteru abre la puerta y encuentra tres cadáveres en el interior; este descubrimiento causa cambios drásticos en el futuro de todos los Usuarios de Diario. Esta perturbación en la continuidad espacio-temporal, a su vez, casi destruye la dimensión de Deus que, maravillado y asombrado, observa todo. Yukiteru se horroriza y huye del lugar ante la mirada angustiada de la Segunda, que percibe como la entrada final de su Diario del Futuro desaparece.

##### Culto de La Sexta
Al día siguiente, Kurusu llega a la casa de Yukiteru a recogerlo, pero como Yukiteru trata de decirle acerca de los descubrimientos de la noche anterior, Yuno aparece diciendo Yukiteru no divulgar "lo que pasó", dando Yuno a Yukiteru una sonrisa inocente. Kurusu explica que Minene fue capturado durante la noche por el Templo Omekata culto, dirigido por sacerdotisa Tsubaki Kasugano que se dice que es capaz de predecir el futuro a través de clarividencia y propone ir tras ella el cual ambos aceptan, durante el viaje Yukiteru, esta todavía cauteloso, en el asiento del pasajero, mientras Yuno lo mira desde atrás todo el camino en la carretera.
Cuando llegan al culto, Yuno y Yukiteru se acercan a un estanque mientras Kurusu habla con Orin Miyashiro. Ella lo atrapa cuando cae sobre su espalda, y finalmente le acompaña cuando Kurusu los llama. Tsubaki los conoce y está de acuerdo en un intercambio: ella le entregaría la Novena a cambio del primero, ya que su diario ha predicho su Dead End y que ha escapado del callejón sin salida en dos ocasiones. Yuno no está de acuerdo de inmediato, pero Yukiteru acepta el trato y va con Tsubaki.
Esa noche, los seguidores del culto caen en un profundo estado de hipnosis y se convierten en marionetas para el titular del diario de Reyes. Comienzan su ataque en contra de su líder, convirtiendo su habitación en llamas. Armado con un hacha, Yuno ataca y mata a varios seguidores para proteger a Yukiteru, pero entonces él da va corriendo hacia Tsubaki para salvarlo. Ella se pone al día con él rápidamente y le dice que él tiene que dejar a Tsubaki atrás y unirse a ella o él moriría. Sin embargo, le dice a Yuno no iba a dejarla atrás, y se apresura a su jaula, dejando atrás a Yuno llorando.
Por suerte, Kurusu fue capaz de sofocar el fuego mediante la activación de los aspersores. Sin embargo, los seguidores del culto estaban todavía bajo el control del duodécimo, así Yuno decide llevar Yukiteru y Tsubaki hacia la salida y dejar el lugar. En el camino, sin embargo, son interceptados por el propio Reyes, quien se disfraza entre otros cuatro que se ven exactamente como él, pero Yuno (recordando que el doudecimo era ciego) usa esa información en su favor para detectar el verdadero Duodécimo y matarlo en el acto con un swing de su hacha.

###### Yuno enojada
Los miembros del culto empiezan a recuperar la conciencia y Tsubaki revela sus verdaderas intenciones cuando ella captura a Yukiteru y Yuno. Revelando que planeaba esto todo el tiempo, Tsubaki besa Yukiteru con el fin de burlarse de Yuno, que provoca de inmediato su rabia. Yuno se libera y procede a matar a Tsubaki y es capaz de agarrar su hacha y Tsubaki apenas logra guarda su diario, pero pierde una de sus manos por el ataque de Yuno. Mientras ella grita de dolor, Yuno da su diario de Yukiteru y lo empuja fuera del camino, permitiendo escapar del lugar. Yuno exhausta se arrastra hasta el templo donde una enfurecida, Tsubaki contempla qué hacer con ella. Reconociendo que tiene que atraer a Yukiteru de vuelta, Tsubaki establece un micrófono y da instrucciones a sus seguidores masculinos para despojar a Yuno de su ropa y violarla como lo hicieron con ella, Tsubaki contacta a través del micrófono con Yukiteru y lo reta que intente rescatar a Yuno antes de que sea abusada sexualmente. Yuno grita que quiere perder su virginidad con Yukiteru, el rápidamente se dirige al templo y torpemente lanza un hacha a los miembros del culto. Luego Yukiteru envuelve Yuno en su chaqueta y se enfrenta a Tsubaki, en última instancia obligado a dañar su diario de clarividencia y eliminarla del juego. Más tarde se ve a Yuno abrazada con Yukiteru y llora. Más tarde los dos se ven en la parte trasera de una camioneta de la policía, Yukiteru confundido por qué Yuno le acecha y la besa.

###### Juego del Quinto
Yukiteru va al encuentro de su madre, Rea Amano, en la terminal de tren donde finalmente llega a casa del trabajo, al salir de la casa sin vigilancia. Yuno irrumpe en su casa utilizando un mazo y un rollo de cinta de envío, evitando que el vidrio se rompan pero romperlo sólo lo suficiente para abrir la puerta y entrar en la casa. Para su horror, Yukiteru descubre que Yuno ha roto el vidrio e ingresando a la casa y rápidamente intenta esconderla de su madre, pero cuando la encuentra ella está limpiando su habitación y la reordenación de todos sus libros (incluyendo su alijo de revistas pornográficas), Rea se reúne con Yuno. Yukiteru es rápidamente intenta entender cuando descubre que Rea le gusta Yuno y apoya su relación, tanto que le permite pasar la noche, en la habitación de Yukiteru. Yuno refleja en silencio y a sí misma que se alegra de que no tenía que hacer nada a la madre de Yukiteru, y que sus "herramientas" no sería útil en este caso, sin embargo, cuando Rea les informa que ella está trayendo a casa un niño cuyos padres eran ambos víctimas del culto suicida Omekata.
Este chico resulta ser quinto, Reisuke Houjou, dueño de un diario de futuro que quiere matar al Primero y Segunda. Después de probar de matar a Yuno varias veces, (Primer intento era envenenar la ensalada que Yukiteru y Yuno estaba comiendo) Reisuke rápidamente se entretuvo con ella, y comienza a poner sus habilidades astutas para trabajar. Después Yukiteru descubre que Reisuke es quinto, se niega a pelear con él y le dice a Yuno para detener la lucha contra él, así, optando en lugar de tratar de averiguar donde está su diario, por lo que no estará involucrado su madre. Yuno no le hace caso y trata de matar al Quinto de todos modos. Mientras Yuno está persiguiendo por el Quinto, ella golpea accidentalmente a Rea en la parte posterior de la cabeza con un martillo, golpeando a salir y causando Yuki a enfurecerse. Para compensarlo, ella promete Yukiteru que encontrarán de Fifth agenda de futuro y se lo quite de él en su lugar, como había planeado originalmente, pero son incapaces de encontrarlo.
Yuno finalmente se da cuenta de que el diario del futuro está siendo enviado de nuevo a ellos, y Yukiteru pone sus manos en el sobre primero, pero sin saberlo, activa una bomba dentro del sobre que contiene gas venenoso, que se libera por toda la casa al instante Yukiteru colapso. Mientras Yuno mueve Yukiteru a la seguridad, el Quinto es capaz de salirse, y su juego comienza. Reisuke revela que él tiene el antídoto para el veneno de Yukiteru en su bolsa, provocando que Yuno lo persiga. Yuno es capaz de superar todas las trampas del Quinto con el fin de acorralarlo, pero se electrocutó cuando Quinto inunda todo el piso de arriba con agua e inunda la escalera, entonces rompe una lámpara para enviar la corriente eléctrica en el agua. Al principio, Yuno está incapacitada, pero Yukiteru salva su vida lanzando un dardo para distraer al Quinto, y resucitar Yuno por la respiración boca a boca. Yuno regresa y fatalmente apuñala al Quinto.
Sin embargo, después de ser derrotado, Reisuke Yuno da una advertencia acerca de su futuro con Yukiteru: sólo puede haber un superviviente, y van a tener que probar, finalmente, a matarse unos a otros. Inmediatamente después de la Quinta muere y desaparece, Yuno se derrumba de nuevo, solo para ella y Yukiteru ser salvado por la Novena.
Yukiteru y Yuno se trasladaron a una escuela diferente después Novena bombardeó su vieja escuela. Aquí, Yuki se reencuentra con su antiguo amigo, Kousaka, que golpea su nombre en el segundo que entra por el incidente terrorista. Esto es cuando Hinata y Mao Nonosaka aparecen, tanto ayudando Yukiteru. Después de las festividades de la mañana, se invita Yukiteru para pasar el rato con el grupo en la escena de un asesinato. Yukiteru, ajeno a cualquier peligro y con ganas de pasar el rato con sus nuevos amigos, felizmente se une a lo largo, dando una silenciosa Yuno con él. Mientras que los cuatro de ellos se divierten, Yuno se sienta en el banquillo. Es en gran medida a entender que ella está pensando en matar a los nuevos amigos de Yukiteru, especialmente cuando ella traza la palabra "morir" en el suelo con su zapato repetidamente. Mientras que el trío está colgando hacia fuera, del futuro de Yukiteru cambia de repente, revelando la muerte de Hinata. Yukiteru corre a la escena, pero es demasiado tarde para encontrar Hinata, que al parecer había sido mutilado por una jauría de perros asesinos. Aru Akise llega a la escena y revela que ha estado observando Yukiteru desde el principio, cuando el grupo de ver los mismos perros, que a su vez ven el grupo y empezar a prepararse para atacar. Yukiteru y sus amigos corren hacia un edificio cercano rodeado de ventanas de cristal. Los perros intentan entrar, pero Yukiteru revela la verdad sobre su agenda de futuro justo a tiempo para ordenar a sus amigos alrededor de detener a los perros con el fin sincronizada. Mao, que en un principio parece impresionado, de repente, vuelve al lado de Yukiteru y roba su teléfono de manera indiferente ante la celebración de un cuchillo en la garganta, como Hinata viene detrás de ellos. Después de dar un breve discurso, revelando que ella sostiene el diario de Décima, y es en realidad después de que el diario que ella cree que pertenece a Akise, Hinata se ve desafiada por Akise a una apuesta: si gana, se pone el diario de Yukiteru espalda, y si pierde, que va a renunciar a su propia cuenta. Mediante el uso de la debilidad del diario de Yukiteru contra Hinata, a petición de Yuno, Akise es capaz de vencer a Hinata en el juego, recuperar tanto Yukiteru y su diario, así como revelando que él nunca tuvo un diario. Sin embargo, cuando Yukiteru está siendo lanzado por Mao, Yuno se precipita hacia adelante, saca el cuchillo y la apuñala. Hinata se queda sola para cuidar de Mao mientras Yukiteru y sus amigos huyen. No contento con dejarla desatendida, y muy disgustado con el resultado de su situación, Yukiteru se da vuelta para probar a Hinata que pretende ser su amiga, y Yuno sigue. Sin embargo, cuando llegan allí, Yuno inmediato corrió para celebrar Hinata a punta de cuchillo para su diario. Aquí es donde Yukiteru declara su relación de Yuno, en un intento de conseguir que se calmara. Yuno está emocionada, pero Yuki tiene sus reservas. Inmediatamente después de esto, Karyuudo Tsukishima, el padre de Hinata, da su discurso final a su hija a través del intercomunicador del perro antes de revelar que el hombre que había venido a matarlo era el cuarto, el próximo enemigo de Yukiteru. Inmediatamente después, Cuarto dispara Décimo en la parte posterior de la cabeza y lo mata.

###### Traición del Cuarto
En lugar de trabajar con Yukiteru y Yuno para detener el juego de supervivencia (y con la Novena de aprehender a otros jugadores), Kurusu decide romper la alianza con ellos para matarlos y convertirse en Dios mismo. Se diseña un plan para matar a Yukiteru y Yuno, sin cometer un crimen por sí mismo, por lo que todavía puede usar su diario después de matarlos. Cuarta provoca Yuno a cometer un delito al jugar un juego de la ruleta rusa con Yukiteru durante su proceso de interrogatorio, causando el diario de Yuno para cambiar. En respuesta, Yuno golpea a dos detectives con un extinguidor de fuego y le roba sus armas, su utilización para tratar de matar al cuarto antes de que pueda apretar el gatillo en su última ronda y matar Yukiteru. Ella logra salvar la vida de Yukiteru pero no para matar Kurusu. Después de una persecución climatizada, Yukiteru y Yuno escapar de la oficina de la policía, pero ahora son buscados como fugitivos que han intentado asesinar a un oficial de policía.
Después de la detección de la esposa de Cuarto, Naoko Kurusu, a quien habían conocido en una ceremonia de la boda de ensayo no demasiado tiempo antes, Yukiteru y Yuno la siguen en el hospital, donde Uryuu Minene está esperando por ellos. Después de unas cuantas bombas se apagan, Minene se compromete a llamar a una tregua entre los tres, revelando que ella también está siendo perseguido por Kurusu. Minene toma Yukiteru y Yuno a la habitación del hospital que Naoko se dirigió hacia donde ella y encontrar Yoi Kurusu, el hijo del cuarto. Aquí, descubren que Yoi está muriendo, y que Kurusu quiere convertirse en Dios para que pueda invertir el tiempo para salvar a su hijo. Yukiteru, Yuno y Minene forman una nueva alianza, con el objetivo de acabar con Kurusu, pero los tres de sus Diarios de futuros están mostrando callejones sin salida, lo que indica que Kurusu viene por ellos.
Al tratar de escapar del hospital, Novena se encuentra con Masumi Nishijima, segundo de Kurusu al mando, y se da cuenta de cómo derrotar al Cuarto. Después de Yuno detona una granada aturdidora en la cara del cuarto lugar, pensando que se trataba de una granada real y preparándose a sacrificar su propia vida por Yukiteru, los tres de ellos están fuera de combate. Poco después, una bomba que había plantado Novena explota, dejando Yukiteru, Yuno y Kurusu en una cáscara bombardeada de un hospital. Yukiteru coge una pistola y apunta que en Kurusu, que está utilizando Yuno como escudo humano. Yukiteru logra disparar Kurusu, a pesar de su propia Agenda predecir la muerte de Yuno si disparaba el arma. No mucho tiempo después Nishijima aparece con Novena, que tiene una grabación de la voz grabada de Kurusu, explicando cómo se ha estado rompiendo la ley. Esta revelación permite Yukiteru y Yuno para escapar, sus antecedentes penales limpiarse también. Antes de romper su propio diario, Cuarto pregunta Novena para cuidar de su hijo. Novena está de acuerdo, y Cuarto muere.

###### Operación de rescate
Yukiteru y Yuno planean un viaje, para poder desaparecer durante varios días. Yuno al conseguir otro Happy End y en su desesperación por conservarlo, decide secuestrar en secreto a Yukiteru y lo aísla mientras llega su final feliz.
Amigos de Yukiteru Hinata, Mao y Kousaka serían reclutados para ayudar Akise y Nishijima en el rescate de Yukiteru, como Yuno se ha escondido en una antigua zona residencial llena de hoteles propiedad de sus padres. Yuno descubre que están etiquetando sus trucos, hasta que Hinata recibe un mensaje de Yukiteru en el que le dice que escapó, Hinata llega al hotel, pero Yuno la ataca y le ata. Ella utiliza el mismo truco para atraer al resto de ellos, utilizando un maniquí de Yukiteru para atraparlos en una habitación y enterrarlos en concreto (se utiliza gas para ahogarlos en el anime). Yuno casi desnuda, trata de alimentar Yukiteru apenas consciente mientras Hinata se enfrenta a ella acerca de lo que está haciendo. Ella es interrumpida por Akise que le dice a Yuno que quiere negociar con ella y le chantajea con los cadáveres encontrados en su casa, pensando en decirle a la policía acerca de ellos y le pregunta sobre la identidad del tercer cadáver.
Yuno en un primer momento se enfureció con Akise por contaminar los cadáveres de sus padres, pero se queda en silencio después de escuchar del tercer cadáver. Ella entonces estalla en una risa histérica, reprimiendo sus recuerdos en un arranque de desesperación, mientras locamente habla con Yukiteru diciendo que son "gente extraña". Finalmente, gracias a Kousaka es ser capaz de utilizar el pozo de ventilación y colarse en la sala de control, donde se encuentran secuestrados Yukiteru y Hinata. Yuno, sin saber quién es Kousaka, se da cuenta de que tiene un diario. Escuchando su explicación, deduce que Kousaka no se ha enfrentado a otros usuarios así que lo engaña.
Lanzándolo la primera clave, Yuno utiliza la oportunidad de sacar una ballesta mientras Kousaka libera Mao y Akise. Yuno le dispara con frialdad en la pierna mientras señalando su fracaso, sin embargo, antes de que lo pueda matar, Yukiteru es liberado por Hinata. Le arrebata la ballesta a Yuno, Yukiteru la abofetea y la detiene, ahorrando Kosaka y liberando Hinata en el proceso. Al ver Yukiteru salir con sus amigos, Yuno trata desesperadamente de llamarlo, sin embargo, Yukiteru enfurecido le dice que vaya al infierno. Yuno triste y sola resuelve que Yukiteru no está seguro sin ella y va tras él.

###### La séptima batalla
Después de la ruptura, Yukiteru pronto sería un objetivo tanto de la Séptima dúo Marco Ikusaba y Ai Mikami, así como La Octava, Kamado Ueshita y su ejército huérfano. Yukiteru se pondría bajo protección por Akise que utiliza la casa de Kosaka como una fortaleza con un sistema para anular los Diarios de Aprendiz de Kamado. Yuno embargo infiltra la casa y hace que el sistema de interferencia inútil en un intento de demostrar que era digna de Yukiteru para protegerlo de nuevo. Yukiteru deduce rápidamente sus intenciones y su pensamiento a ser más de un peligro que un activo decide tener Yuno vendremos a él aunque tenga las manos atadas. Con la policía y Nishijima abrumado por El par Séptimo, Yukiteru tiene que correr por su vida con Yuno, Hinata y Mao.
Hinata y Mao finalmente serían heridos por ellos mientras Yuno sugiere que deberían dejarlos morir y huir. Yukiteru es acorralado en una habitación. Preocupado por Hinata y Mao y el Séptimo entrante, con pocas opciones Yukiteru decide liberar Yuno. La pareja Séptimo ponerse al día con ellos y con sus Diarios de Aprendiz inutilizados por Akise que convierte el jammer manualmente, el dúo usar sus diarios reales. Ai lanza un cuchillo que Yuno bloques, siendo elogiados por Yukiteru. Ella llega a ser tan feliz por esto que ella puede parar con éxito todos y cada cuchillo lanzado por Ai con facilidad lo que deja a los dos conmocionados y deciden retirarse. Yukiteru preocupado por sus amigos decide seguirlos, pero la casa se pone en el fuego por un huérfano de Kamado. Yukiteru y Yuno finalmente encuentran el séptimo y los pares de batalla bajo el fuego. Yukiteru sin saber si puede confiar en Yuno sale de su ser sin ayudar a ella, lo que hace que Yuno a ser derrotado por Ai y Marco. Enfurecido por el comportamiento de Yukiteru, Marco toma tanto sus diarios pensando que pueden ser útiles con vida a la vez que les da otra oportunidad. Dada la terrible pérdida, acudieron al hospital.
Mientras que en el hospital, Yuno escapa de su habitación para comprobar si Yukiteru se había reunió con su padre Kurou Amano y jugar competiciones deportivas cortesía de Minene. Yuno les acecha con el cuchillo en la mano mientras ella no es consciente que es Kurou pero encuentra a sí misma aliviada de que él es el padre de Yukiteru y que ella no tiene que recurrir a la violencia.
Eventualmente, sin embargo, Yuno sería acechar Kurou y descubrir que planea destruir el celular de Yukiteru tener sus deudas pagadas por el Undécimo, John Bacchus mientras escucha su conversación con él por teléfono. Yuno advierte rápidamente Yukiteru sobre esto, pero él es desconfiado, mientras Yuno intenta matarlo pero Yukiteru le impide tomar acciones drásticas mientras Yuno le pregunta quién confía más.
Yuno recibiría una llamada de Marco, diciéndole que no daña Kurou o arriesgar su Diario de ser destruido junto con Yukiteru del puesto Kurou puede conducirlos a la undécima. Ordenan a los tres para ir a Torre Sakurami que cumplen, Yuno utilizando esta oportunidad para ver a las verdaderas intenciones de Kurou. Llegar a la catedral dentro de la torre, Kurou trata de obtener una bodega de teléfono móvil de Yukiteru, pero es derrotado por Marco. Yukiteru apresura a rescatar a su padre fue en vano, y durante la distracción, Kurou alcanza el celular de Yukiteru y lo rompe, sólo para descubrir que es una falsificación. Con sus intenciones claras, Yuno se precipita contra Ai, y recorta en sus flores, que tenían los verdaderos Diarios ocultos. Con el tiempo la torre es bombardeada y se derrumba con Yukiteru caer, Yuno y Kurou tratan de ayudarlo, y Yukiteru prefiere Yuno sobre su padre.
Los dos de ellos deciden retirarse con El dúo Séptimo siguiente. Mientras Yukiteru no está seguro de sus posibilidades dada su última batalla, Yuno le reprende que era su culpa por no confiar en ella que fueron derrotados y le dice a su plan. El dúo Séptimo llegar Yuno que está solo, mientras que las emisiones Yukiteru que luchará oculto. Marco enfureció ataques Yuno y desarma su cuchillo con los dientes, con Ai es pronto para contenerla, mientras que Marco decide ir tras Yukiteru. Ai señala que no pueden ganar dos contra uno, a la que Yuno compromete revelando Yukiteru haber escondido cerca de ellos en lugar de la sala de emisión. Yukiteru lanza un dardo contra Ai, y Marco le advierte para evitar que, sin embargo Yuno utiliza la oportunidad de cortar la garganta, con Yukiteru recurre a su extrema violencia y que la toma de su diario era la mejor opción. Las torres comienza a colapsar aún más y tienen que usar paracaídas, uno es utilizado por Kurou que se escapa de la torre. Escombros cae sobre ellos y Yukiteru, Yuno y Ai se encuentran atrapados.
Ai les dice que han perdido desde que Marco está todavía vivo y fuera. Yuno está de acuerdo, pero tiene previsto utilizar Ai como rehenes para obligar a Marco para llevarlos a cabo, Yukiteru sin embargo cree que esto es extrema. Marco no tratara de ayudar, pero no a causa de las amenazas de Yuno, sino porque ama Ai. Durante este tiempo, Marco utiliza esta oportunidad para reprender Yukiteru por su cobardía en dejar Yuno hacer todo el trabajo sucio, y Yuno por ser egoísta y hacer lo que quiera en lugar de cooperar con Yukiteru. Al oír esto Yukiteru decide ayudar a Marco y le pregunta Yuno por su ayuda, aunque inicialmente no está seguro que está animado por Yukiteru que quiere creer en ella y ella ayuda. Escapando de los escombros que toman el paracaídas restante desde Marco no quiere vivir sin Ai. Yukiteru y Yuno descienden, Yukiteru querer hacer las cosas bien con su familia y pidiendo el apoyo de Yuno, a lo que ella está de acuerdo. Después de descender los dos encuentro Nishijima, y es testigo de cómo el cadáver de la madre de Yuki está siendo tomado por una ambulancia.

###### El Undécimo
Mientras Yukiteru llora la muerte de su madre, Yuno lo prepara sándwiches y un mensaje para animar. A la mañana siguiente, mientras Yukiteru sigue a su padre en un intento de demostrar que es culpable de la muerte de su madre, ella es traído por Nishijima a las preguntas formuladas en relación con el tercer cadáver en su casa, pero ella no responde y simplemente se va. Un breve tiempo después ella lee en su diario que Yukiteru está siendo atacado por los hombres de John Bacchus, y se apresura a ayudarle y durante todo el tiempo maldiciende a Nishijima para su interrogatorio y pensando que ella lo va a matar si es tarde para salvar Yukiteru.
Mientras Yukiteru enfrenta a los hombres Bacchus 'por el propio Yuno llega a la ermita y mata a la última. Yukiteru dice Yuno se convertirá en Dios, incluso si tiene que matarla, Yuno sin embargo abraza a Yukiteru y lo besa, alegando que ella está más que dispuesto a morir por él.
Días más tarde los dos están desaparecidos y durante una reunión de los participantes El Undécimo propone que los dos han de ser eliminado de la existencia. Antes de Deus lo hace, aparecen en La Catedral de La causalidad se abrazan, mientras Yukiteru revela Bacchus ser el undécimo, el alcalde de Sakurami ciudad y revela que los dos estaban reuniendo información de él a través de El Diario aleatoria, lo que provocó Deus para retirar la cubierta sombreada sobre sus identidades. Tan pronto como Yukiteru termina su discurso, Yuno da felicidades por mirar tan fresco mientras se cambia de ropa delante de él y le da el siguiente paso de su plan en un script, como ella le dice que John lo más probable cerró el orfanato de Ueshita para arrinconar a la octava para tomar posesión de su Blog Diario y crear un ejército de Usuarios Aprendiz. Como Yukiteru comienza a dudar de si realmente puede seguir adelante, Yuno se lanza a sí misma hacia Yukiteru amablemente abrazándolo y diciéndole que ella no lo perdonará si no se toma en serio lo que dijo antes de convertirse en Dios.
Al día siguiente Yukiteru y Yuno logran aliarse con Ueshita y su ejército de huérfanos. Mientras Yukiteru explica el plan y las dos partes se preparan para emboscar a John, Yuno señala Yukiteru. Poco después de las dos bandas tienden una emboscada a John y tienen éxito en matar la mayor parte de sus guardias, sin embargo John activa un jammer en su coche, que hace que los Diarios de Aprendiz inútil. Tanto Yukiteru y Yuno utilizan esta oportunidad para matar a los huérfanos y luego atacar Ueshita y Juan. Los dos se escapan mientras Yukiteru y Yuno siguen a través de coche. Yuno dispara en el coche, pero las balas no perforan. Yukiteru sugiere John diario debe ser como su propia que predice su entorno, y Yuno intenta arma mismo Juan, pero también echa de menos. Atónita Yukiteru intenta desesperadamente encender el coche y las dos partes sin lesiones. Yukiteru y Yuno encuentran a John pero Akise llega con la ayuda de Minene, la distracción que causa Nishijima para disparar a la pistola de Yuno para desarmarla. Akise revela que el Yuno es una impostora como el tercer cadáver encontrado en la casa de Yuno es en realidad el verdadero Yuno Gasai, identificado positivamente a través de pruebas de ADN con un cordón umbilical dencontrado en el orfanato donde el verdadero Yuno fue adopta a partir de esta revelación, Yuno llora y pide Yukiteru creerle, mientras que él separa brevemente de ella desesperadamente, Yuno trata desesperadamente de llamar a él. Yukiteru pronto protege Yuno de la pistola de John, y John pronto se despide. Yukiteru y Yuno deciden abandonar mientras Akise intenta de convenserle de lo contrario, pero Yukiteru afirma Yuno es Yuno y se van.
Yukiteru y Yuno deciden permanecer oculto hasta Minene ataca a Juan. Ellos la usan como carnada para infiltrarse con éxito con Yukiteru, mientras Yuno crea un alboroto, matando a muchos de los hombres de John con una metralleta y rebanar los restantes con una katana. Yuno pronto toma rehenes civiles para tener una influencia sobre Juan. Yukiteru, en este punto, da instrucciones a Yuno para rescatar a sus amigos mientras Minene y Yukiteru ocupan de Juan. Yuno rescata exitosamente Kousaka, Mao y Hinata de la muerte por matar a los hombres de Juan, mientras ella hace su camino a Ueshita matarla. Ella a encontrar, pero está protegida por Akise quienes bloquea su ataque con una tonfa. Enfurecido, ella ataca de nuevo, pero su diario predice que Yukiteru escribió sus últimas palabras (un truco utilizado por él con el propósito de obligar a Yuno a venir en su ayuda y cambiar el futuro) y pronto se precipita hacia el lado de Yukiteru, mientras Yukiteru resulta victorioso sobre Minene utilizando el ruido de su diario para distraerla durante el tiempo suficiente para tener el tirón rápido del disparador.
Yuno pronto lo alcanza, descubriendo que con su último acto, Minene intentó destruir la puerta de la bóveda para que Yukiteru podría matar a John. Yukiteru afirma Minene murió por él en vano, de luto por su pérdida, pero Yuno le anima a destruir el Holon de modo que la muerte de Minene no es en vano, lo que él hace. Tan pronto como él se aleja, Yuno utiliza el escáner de retina para abrir con éxito la bóveda y decapita Juan; o disparándole en la cabeza en el anime. Yukiteru le pregunta cómo ella era capaz de matar a John y ella responde que ella le tendió una emboscada mientras que él salió de la bóveda. Yukiteru predice que Yuno abrió la bóveda en el anime, y no cuestiona ella. Los dos se procede a dejar a la casa de Yukiteru a dormir después se esfuerzan. Yukiteru despierta, sólo para ver que Yuno es dormida semidesnuda además de él con la mano en su pecho, que Yuno obligó a propósito, desapercibido. Yukiteru grita de sorpresa mientras Yuno lo saluda, Yukiteru se puso su ropa. Los dos deciden tener el desayuno como el único que queda es Kamado que está bajo la guardia del Akise y como tal, de fácil acceso. Mientras que los dos contemplar qué hacer después, la casa de Yukiteru comienza a derrumbarse.

###### El final comienza
Tras la muerte de John, Yuno y Yukiteru son testigos de varios huecos que están destruyendo el mundo. Yuno concluye que Deus está muriendo y, por tanto, debe actuar rápido, y alienta a Yukiteru a convertirse en Dios para volver a los muertos a la vida. Yukiteru y Yuno pronto van a la casa de Akise donde él revela que tiene un mismo diario. Yuno le pregunta acerca de la ubicación de la octava, pero Akise simplemente responde que él quiere hablar con Yukiteru y pregunta a Yuno si puede irse. Enfurecida, trata de apuñalar a Akise, pero no lo logra.
Yuno dice a Yukiteru que persiga a sus amigos y Kamado, mientras ella maneja Akise. Mientras tanto Yukiteru continúa la persecución y Yuno es derrotada y clavada al suelo por Akise. Al no ver otra salida, ella se apuñala para forzar Akise sanarla - que de lo contrario el riesgo de hacer enemigos con Yuki. Akise actúa y la deja para encontrar Yukiteru; Yuno utiliza esa oportunidad para así llamar Yukiteru. Ella le dice que ella fue apuñalada por Akise y que sus amigos lo traicionaran, un reclamo su diario parece confirmar picos y un ataque de rabia.. Yukiteru mata Hinata con su arma, que testigos Yuno través de su diario. Ella se ríe en un ataque de locura, alegando que cualquiera que trate de separar Yuki de ella morirá.
Se las arregla para levantarse, la planificación de su próximo encuentro con Akise. Cuando ella llega donde se encuentra Yukiteru y Akise, Akise afirma que no permitirá que Yuno se acerque a Yukiteru y le provoca al besar Yukiteru. Este acto enfurece enormemente a Yuno y ella ataca. Akise utiliza una tubería de entre los escombros como un arma y con su diario que evita los ataques de Yuno, luego rompe su diario. Yuno no muere, y utiliza la oportunidad de cortar la garganta.
Yukiteru no entiende cómo Yuno sobrevivió, pero ella afirma que Akise destruyó un diario falso. Confundido, Akise da cuenta de que utiliza el verdadero diario, sin embargo, se trata de una comprensión más profunda - la verdadera Yuno no era un participante, y no debería haber tenido un diario. Se da cuenta del secreto de Yuno. Incapaz de hablar, Akise da una advertencia a Yukiteru a través de su teléfono celular, pero es decapitado por Yuno a medida que se acerca Yukiteru. Yuno rebana desesperadamente el teléfono en dos, pero es demasiado tarde para dejar que Yukiteru lea el mensaje. En los últimos días antes del 28 de julio (cuando el mundo está destinado a terminar, así como la fecha de la "Happy End" que se muestra en el diario de Yuno). Yuno se molesta que sus avances hacia Yukiteru se sigan apagando (como su invitación para que puedan tomar un baño juntos) y Yukiteru se da cuenta de que a pesar de sus tendencias insanas, Yuno realmente lo ama. Yukiteru decide tener relaciones sexuales con Yuno el día 27, cambiando el futuro "Happy End" a un día antes. Yukiteru pide a Yuno explicación del por qué le mintió acerca de los poderes adquiridos como el campeón de los juegos del superviviente y luego comenta sobre el extraño mensaje Akise le mostró antes de morir. Yuno, claramente molesto por ello, pide a Yukiteru para explicar lo que dice el mensaje de Akise, entonces ataca a Yukiteru con un hacha antes de que Murumuru interviniera. Murumuru muestra Yukiteru destellos del pasado de Yuno; se entera del abuso de Yuno por parte de su madre, así como el hecho de que la corriente Yuno es en realidad la primera Yuno del Primer Mundo. Porque tiene que haber un vencedor de los Juegos de supervivencia para evitar la destrucción del universo, la Primera Yuno y Yukiteru en el Primer mundo decidieron que no iban a matarse unos a otros. En su lugar, se comprometerían doble suicidio y dejar que se destruya el mundo. Sin embargo, la Primera Yuno engañó al primer Yukiteru, ocultando las pastillas en la boca. Esto la hizo vencedora del juego, que pensó le permitiría revivir Yukiteru. Después de ganar los poderes de Deus, sin embargo, la Primera Yuno descubre que ella no puede llevar a nadie volver muertos a la vida (algo que se olvidó de preguntar Deus antes de participar en los Juegos). Devastada por la pérdida de su amado, Yuno utiliza sus poderes para viajar en el tiempo a cuando Yukiteru todavía estaba vivo, cruzando la frontera de su mundo en el segundo mundo, en el que la segundo Yuno se encuentra. La primera Yuno luego mata a su segunda contraparte y toma su lugar. Después Yukiteru ha visto estos eventos, Murumuru le libera de las visiones para que pueda luchar con Yuno. De repente la Novena se une para ayudar a Yukiteru, pero Yuno y Murumuru viajan al pasado una vez más para el Tercer Mundo (que ha sido afectado por los acontecimientos que suceden en el Primer y Segundo Mundo) con la intención de iniciar su círculo vicioso de nuevo. Yukiteru y Novena los siguen, y llegando dos años antes en la casa de la tercera Yuno. Después de liberarla de su jaula, Yukiteru y la tercera Yuno se la llevan hacia el edificio de la escuela por la Novena, donde Yuno les tiende una emboscada y logra atraparlo dentro de un orbe mundial ilusión, donde ella dice que sus deseos de vivir una vida feliz con sus padres reunidos se cumplirá, pero ella no existe y ni siquiera puede decir su nombre. Ante él sellado, ella trata de justificar sus acciones, que le decía que ella sólo lo amaba porque era su apoyo emocional y que sólo la quería por su protección de él. Después de sellar Yukiteru, Yuno intenta matar a la tercera Yuno para que pueda tomar su lugar. En primer lugar, le dice a Tercera Yuno su futuro: un futuro en el que su madre se vuelve abusiva y su padre la abandona antes de que en última instancia, a los dos mata. Aun así, la tercera Yuno se niega a reconocer sus palabras y se muestra optimista, recordando la Primera Yuno de su antiguo amor y su inocencia. Primero Yuno intenta matar a la tercera Yuno de todos modos, pero sus padres del tercer mundo viene al rescate de su hija. Primero Yuno da cuenta entre lágrimas que ella realmente ama a Yukiteru. Incapaz de lidiar con sus emociones, ella decide que ella debe sacrificar Tercer Yuno y sus padres. Aparece Kurusu, y viendo a la Primera Yuno acercarse a la familia Gasai con un cuchillo, apunta sobre ella. De vuelta en el tercer mundo, Saika llega y encuentra a Ushio y la tercera Yuno, y se apresura a su lado. Yuno piensa en cómo ella siempre creyó que podía ser una familia de nuevo, pero ese día nunca llegó. Kurusu sostiene Yuno a punta de pistola le pregunta si ella es la causa de la destrucción, mientras que Yuno se da cuenta de que el futuro ha cambiado debido a las acciones de Yuki.Kurusu dispara a Yuno cuando intenta matar a Yuno del tercer mundo, la Murumuru del segundo mundo de repente se materializa y detiene el impacto de bala; Aparece simultáneamente Yukiteru, después de haber salido de la esfera. Se detiene la carga mortal de Yuno y declara su amor por ella. Luego le pide que lo matara para que ella gane el juego y gobernar el Segundo Mundo. Sin embargo, después de darse cuenta de que la tercera Yuno es finalmente feliz gracias a las intervenciones de Yukiteru, la Primera Yuno lamenta lo que ha hecho. A continuación, se suicida al apuñalarse a sí misma con un cuchillo, terminando el juego y haciendo Yuki el nuevo Dios. Yukiteru vuelve a la Segundo mundo, y Yukiteru dice las líneas, "Ha sido probablemente 10.000 años ahora", mientras que flota en un espacio vacío, recordando a Yuno. La serie de anime termina aquí, aunque la historia se concluye en el OVA que siguió. La Tercera Yuno continúa en el tercer mundo, pero ella experimenta extrañas visiones y recuerdos de vez en cuando. Resulta que la Primera Murumuru ha estado comunicándose con Yuno. Ella se dibuja a sí misma en figura para un adorno para celular para el celular de la Yuno del Tercer Mundo, y (con el permiso del Tercer Yuno) otorga los recuerdos de Primera Yuno sobre ella. El Tercer Deus y la Tercera Murumuru, inspirado por el amor que los ha conectado a través de tres universos, elige a Yuno como el nuevo Dios del tercer mundo; ella utiliza su poder para romper a través de la brecha en el tiempo y universos y así reunirse con el Segundo Yukiteru. Yuno le pide Yuki lo que sus futuros sueños son, contemplar las estrellas y responde que le gustaría ver a las estrellas con ella. El manga termina con Yuno y Yukiteru tomados de la mano, corriendo, mientras observan las estrellas, con una entrada del diario de lectura que han hecho un futuro feliz.
En el spin-off, Mirai Nikki Redial, (que muestra los acontecimientos que condujeron a la reunión de Yuno con Yuki) se muestra que Yuno del tercer mundo, mientras que todavía están en proceso fusión de memoria, es una estudiante sana y de honores sociales. Sin embargo, todavía, en secreto, recuerda a una persona que se aparece en sus sueños (segundo mundo Yuki). Mientras se termina mirándolo a través de un telescopio, ella se enfrenta al tercer mundo Aru Akise y Reisuke Houjou de acecho, presuntamente por una corazonada señalado por la novia de Yuki, y se encuentra en varias ocasiones interceptado cuando intentaba ver Yuki. Yuno envía Yuki una carta para reunirse pero la carta es interceptada por Akise, que dirige el Gremory demonio para arrestar a Yuno. Sin embargo, el primer mundo Murumuru es capaz de comunicarse con Yuno a través de su correa del teléfono y dirige su esquivar el ataque y entrar en el Archivo donde se celebra. Más tarde Akise confiesa sus celos personales de Yuno como el objeto de los afectos de Yuki, y la apoya para que ella pueda reunirse con el primer mundo Murumuru. Por tanto, la Yuno del tercer mundo gana los recuerdos de Yuno del primer mundo y rompe la frontera entre el tercer y segundo mundos, y se reencuentra con Yuki.

## Personajes
Yukiteru Amano (天野 雪輝 Amano Yukiteru?)
Voz por: Misuzu Togashi, Eduardo Aranda (español latino) Margarita de Francia  (español castellano)
Protagonista masculino de la serie y el primer usuario del diario. También conocido como Yuki (ユッキー Yukki?), es un chico de 14 años de edad, de carácter tranquilo y sumiso. Él observa las cosas a su alrededor, como un espectador, y lo escribe el diario de su teléfono móvil. Yuki se involucra en el juego cuando Deus, un dios que él creía que era un amigo imaginario, lo selecciona como uno de los doce concursantes de una batalla donde debe matar a cada uno de sus iguales con diarios especiales, y el último superviviente se convertirá en su nuevo heredero. Yuki posee el Diario del observador (无差别 日记 Musabetsu Nikki?), el cual le describe desde su punto de vista un panorama futuro, y da una explicación detallada de su entorno con gran precisión. Si bien versátil en cualquier situación, la principal desventaja del diario del observador es que no le dice lo que le está sucediendo a sí mismo en el futuro, lo que lo hace vulnerable. Para protegerse de los demás poseedores de diario, que intentarán asesinarlo, utilizará a Gasai Yuno, una chica que está enamorada de él, también poseedora de un diario. Yuki al principio utiliza a Yuno, pero poco a poco se enamora de ella.
Yuno Gasai (我妻 由乃 Gasai Yuno?)
Voz por: Tomosa Murata, Karen Hernández (español latino) Laura Pastor  (español castellano)
Protagonista femenina de la serie y segunda usuaria del diario, tiene 14 años de edad. Yuno es presentada como una yandere (una chica normal que cuando se enamora adquiere una personalidad psicópata y violenta) que está constantemente acosando a Yukiteru, ya que está obsesivamente enamorada de él, y debido a esto, es la poseedora del Diario del Amor Yukiteru (雪 辉 日记 Yukiteru Nikki?); el cual le permitirá saber qué está haciendo o le sucede a Yuki cada diez minutos en el futuro. Para beneficio de este, le jugará a favor puesto que utilizará a Nikki con un propósito meramente de supervivencia para las batallas contra otros usuarios de diario, incluso llegando a fingir ser su novio para esto.
Minene Uryū (雨流 みねね Uryuu Minene?)
Voz por: Mai Aizawa, Mariana Trenado (español latino)
Novena usuaria de diario. Minene es una terrorista, proveniente del Medio Oriente. Es experta en la manipulación de armas de fuego y explosivos. Al igual que el Cuarto, su Diario del Escape (逃亡日記 Tōbō Nikki?) va junto con el tipo de profesión que está implicada. Cuando Minene se enfrenta a una situación difícil, el diario le trazará la mejor línea de acciones que puede tomar para salir del apuro. Su diario es deficiente cuando sólo hay algunas circunstancias en las que las probabilidades son demasiado agobiantes hasta el punto que el diario no será capaz de asegurar una vía de escape para ella. Nishijima, un detective y policía novato, se enamora locamente de ella al conocerla cuando el Tercero la perseguía.
Keigo Kurusu (来須 圭悟 Kurusu Keigo?)
Voz por: Masahiko Tanaka, Arturo Sian Vidal (español latino)
Cuarto usuario de diario. Keigo es capitán de la policía, elegido para el juego de los diarios para equilibrar los usuarios. Tranquilo, frío y sereno, Keigo no tiene ningún interés en ser Dios y quiere encontrar una manera de detener esto antes que más gente se lastime, y para esto se alía con Yuki. Su diario es la Agenda de Investigación Criminal (捜 查 日记 Sosa Nikki?), lo que le da detalles de los crímenes que ocurren dentro de los próximos noventa días, pero no puede predecir el futuro de una investigación realizada por alguien distinto de sí mismo. De intenciones confusas, paralelamente Keigo también mantendrá contacto con la Novena y, posteriormente, se involucrará personalmente en el juego lo cual le hará cambiar su postura ante el mismo.

## Lanzamiento

### Manga
El manga fue editado en la revista Shōnen Ace desde el 26 de enero de 2006 hasta el 27 de diciembre de 2010 y fue compilado en 14 volúmenes publicados por Kadokawa Shoten, incluyendo dos historias paralelas, Mirai Nikki: Mosaic (未来日記: モザイク Mirai Nikki: Mozaiku?) y Mirai Nikki: Paradox (未来日記: パラドックス Mirai Nikki: Paradokkusu?). El manga fue licenciado en inglés TOKYOPOP para Norteamérica pero solo fueron publicados diez volúmenes antes que esta cesara las publicaciones el 31 de mayo de 2011.[cita requerida]
En abril del 2012, la editorial Ivrea anuncio la licencia para España del manga, que publicarían íntegramente en doce volúmenes, así mismo en septiembre del 2013 esta misma editorial reveló que también publicaría las historias paralelas de Mosaic y Paradox.
En 2015, el manga se publicó en México por Editorial Kamite.
Lista de volúmenes
| N.º     | Fecha de estreno                           | ISBN                   |
| ------- | ------------------------------------------ | ---------------------- |
| 01      | 26 de julio de 2006                        | ISBN 978-4-04-713839-1 |
| 02      | 26 de octubre de 2006                      | ISBN 978-4-04-713872-8 |
| 03      | 26 de marzo de 2007                        | ISBN 978-4-04-713912-1 |
| 04      | 26 de octubre de 2007                      | ISBN 978-4-04-713954-1 |
| 05      | 26 de febrero de 2008                      | ISBN 978-4-04-715026-3 |
| 06      | 26 de junio de 2008                        | ISBN 978-4-04-715072-0 |
| 07      | 26 de noviembre de 2008                    | ISBN 978-4-04-715130-7 |
| Mosaic  | 26 de noviembre de 2008                    | ISBN 978-4-04-715129-1 |
| 08      | 26 de mayo de 2009                         | ISBN 978-4-04-715248-9 |
| 09      | 26 de noviembre de 2009                    | ISBN 978-4-04-715323-3 |
| 10      | 26 de marzo de 2010                        | ISBN 978-4-04-715400-1 |
| Paradox | 26 de marzo de 2010                        | ISBN 978-4-04-715412-4 |
| 11      | 9 de septiembre de 2010 (edición limitada) | ISBN 978-4-04-900801-2 |
| 11      | 25 de diciembre de 2010 (edición regular)  | ISBN 978-4-04-715580-0 |
| 12      | 26 de abril de 2011                        | ISBN 978-4-04-715679-1 |

### Novela visual
Kadokawa Shoten produjo una novela visual, basada en el manga titulado Mirai Nikki: El propietario del diario 13 (未来 日记-13人目 の 日記 所有者- Mirai Nikki 13-nin-me no Nikki Shoyūsha?), para PlayStation Portable, que fue lanzada el 28 de enero de 2010 en Japón. La trama presenta cambios además de la incorporación de un nuevo dueño de diario.

### Anime
Una adaptación televisiva de anime por Asread y dirigida por Naoto Hosoda comenzó a transmitirse el 10 de octubre de 2011. La serie cuenta con 26 episodios, los diseños de personajes están a cargo de Eiji Hirayama y Ruriko Watanabe. Se incluyó un DVD de edición "piloto" de ocho minutos con ediciones limitadas del undécimo volumen del manga, lanzado el 9 de diciembre de 2010. La serie utiliza cuatro temas musicales: dos temas de apertura y dos temas de cierre. Para los primeros 14 episodios, el tema de apertura es "Kūsō Mesology" (空想メソロギヰ, Kūsō Mesorogii, "Fantasy Mesology") de Yōsei Teikoku, y el tema final es "Blood Teller" de Faylan. Desde el episodio 15 en adelante, el tema de apertura es "Dead End" de Faylan, y el tema final es "Filament" de Yōsei Teikoku. Para el piloto, el tema principal es "The Creator" de Yōsei Teikoku. Funimation obtuvo la licencia de la serie para su distribución en América del Norte, transmitiendo simultáneamente la serie en Niconico. Más tarde anunciaron que habían adquirido los derechos de publicación en video casero.
El 1 de enero de 2022, Funimation anunció que la serie recibió un doblaje en español latino, que se estrenó el 6 de enero.

#### Banda sonora
El anime contiene cuatro canciones, dos temas temas de apertura y dos temas temas de cierre. En los primeros catorce episodios, la canción de apertura es «Kūsō Mesorogiwi» (空想メソロギヰ?), interpretada por Yousei Teikoku mientras que el tema de cierre es «Blood Teller» (血液テラー Ketsueki terā?), interpretado por Faylan. En los siguientes doce episodios, el tema de apertura es «Dead End» (行き止まり Ikidomari?) interpretado por Faylan mientras que el tema de cierre es «Filament» (フィラメント Firamento?) interpretado por Yousei Teikoku. En la OVA Mirai Nikki Redial, el tema de apertura es «Kyōki Chinden» por Yousei Teikoku y el ending «Happy End» por Faylan.
| Capítulos | Canción         | Intérprete     |
| --------- | --------------- | -------------- |
| 1-14      | Kūsō Mesorogiwi | Yousei Teikoku |
| 1-14      | Blood Teller    | Faylan         |
| 15-26     | Dead End        | Faylan         |
| 15-26     | Filament        | Yousei Teikoku |
| OVA       | Kyōki Chinden   | Yousei Teikoku |

Adicionalmente se creó un grupo de canciones inspiradas en cada uno de los personajes de la serie y cuyo CD salió a la venta en Japón, así como el soundtrack de la serie. En el Opening 1 se nombran a 12 dioses romanos, los cuales representan a los 12 dueños de diario, respectivamente.

### Dorama
Un dorama llamado Another World se estrenó el 21 de abril de 2012 en Fuji TV.
El tema musical es ANOTHER:WORLD interpretado por Kou Shibasaki.
Arata Hoshino es un estudiante universitario perezoso, que no cree en trabajar por su futuro, o poner esfuerzo en este. Hoshino entonces recibe un programa "diario del futuro" en su teléfono celular. El diario del futuro le permite hacer predicciones que se harán realidad. A continuación, se ve envuelto en un juego de supervivencia en torno a la agenda el futuro. El dorama tiene un argumento original diferente al del manga.

## Recepción
En noviembre de 2008, el séptimo volumen del manga figuró como el vigésimo primer manga más vendido en Japón. El volumen se mantuvo en el top 30 durante esa semana, a pesar de que bajó al puesto 25. Hasta abril de 2012, ha vendido 4 millones de copias en Japón.